# 史密斯萊克 (新墨西哥州)
史密斯萊克（英語：Smith Lake）是位於美國新墨西哥州麥金萊縣的非建制地區。

## 地理
史密斯萊克所處的海拔為高於海平面2213米（即7261英呎），而該地所採用的時區為UTC-7，即北美山地时区（MST）。同時該地設有夏令時間，為UTC-7調快一小時，即UTC-6（MDT）。